# Pittosporum polyspermum
Pittosporum polyspermum är en tvåhjärtbladig växtart som beskrevs av Louis René Tulasne. Pittosporum polyspermum ingår i släktet Pittosporum och familjen Pittosporaceae. Inga underarter finns listade.